# 戴峰
戴 峰（タイ・ミネ）は、日本の科学研究者、ジャーナリスト。1960年上海出身。
地球物理学宏観異常現象地震分析学、生物医学、社会科学ジャーナリスト、中村総合科学研究所主任研究員、南台科技大学（台湾）客員教授、中国中山医科大学家庭医健康センター高級医学顧問及び客員教授。地球プレート臨界断層学説の研究者。2003年、当時、アジア中心に人类に脅えたSevere Acute Respiratory Syndrome;（SARS）非典型肺炎の感染流行背景に「澳門地方だけはSARS（サーズ）流行はあり得ないか」を発表。ノーベル生理学・医学賞ノミネートされた研究者。

## 経歴
1980年代初期から中国科学院（当時）Dr. Lu Dajiong博士の地震宏観分析学モデル地球物理学を研究、その後、東京大学地震研究所 （地震力学）丸山教授の助力で日本に留学。1994年国立福島大学卒業、後東北大学大学院地球宏観伝導研究の客員主任、地震の［宏観前兆理学」反応における断層物質と生物の伝導影響についての研究比較調査を行う。同研究チームの調査分析で日中間大地震「前兆反応の二つピーク現象」をまとめ発見、（1996年度）日本地震学会にて発表した。1996年、氏が率いた研究グループの独自研究で「地球伝導物理学」における「大地震の短期分析三要素参考マニュアル」研究を発表。
1997年から、新しい分野の生物医学研究に、是まで昭和薬科大学、千葉大学、国立中国薬科大学、マカオ公立山頂病院、南台科技大学等の研究機関の協力、共同研究 等を行う。
2017年から、中国中山医科大学家庭医健康センター高級医学顧問及び客員教授。

## 主な論文
- 「大地震の直前伝導反応に関する二次ピーク現象」（1996年度日本地震学会）[17]
- 「自然活性生物でSARSを予防提案」（2005年度 中国全国薬剤師総会）[18]
- 「免疫と自然自愈力」（2006年度 マカオ特別行政区医師会）
- 「新・国富論」（2008年 モラル会）[19]ほか
- 「生命科学の新発見」『BNE2007.12』[20]
- 「“科学迷信”を科学にせよ」（2008年度 中国「公益時報、北京大会」紙）
- 「免疫系の老化が細胞変異を誘発する要因の一つではないか」（2013.5.25マカオ血液腫瘍医学会）

## 学会
- 元日本地震学会会員
- アメリカ行政学会（ASPA）会員
- マカオ血液腫瘍医学会名誉会長

## 主な著書
- 『大地震 今なら間に合う簡単予知トレーニング』（メタモル出版社刊）
- 『天然生物物質と健康』（青春出版社）

## 今までの研究

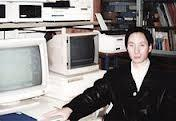
東北大学理学部研究室にて（1995年3月）

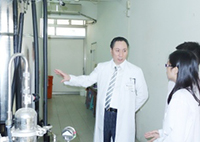
南台科技大学で生徒を指導中の戴峰客員教授（2013年5月）

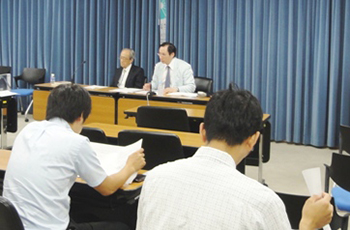
文部科学省にて記者会見中の戴峰客員教授「右」（2011年7月）

1995年(共同研究)
宏観伝導学により生物(receptor)的伝導反応研究
　　　(共同研究) 
生物科学の研究

## 主な講演
- 「地震前兆異常の最新研究」2002年度日本危機管理学会
- 「長寿蛋白と健康」台湾「健康100」雑誌社など(2006年台湾台北国際会議センター
- 「日中地震予知研究に新しい提案」2008年9月主催中国雲南大学、雲南省政府科学技術協会共同主催[28]
- 「SARS感染の調査研究」2003年5月4日マカオ医務会主催の緊急SARS予防の講演大会[2]で、内容[澳門地方（サーズ）感染流行はあり得ないか]と公開発表。マカオ 「MACAU TV」.「市民日報」新聞同5月5日付け登載)[29][30][31]
- 「免疫系の老化が細胞変異を誘発する原因の一つではないか」（2013.5.25マカオ血液腫瘍医学会）
- 「細胞を若返らせ免疫向上自癒新時代へ」（2017.3.1マカオ国際精準医学学会）

## 科学研究エピソード
2003年、戴峰氏の独特科学的感性の一例で、医学界におけるエピソードがあった。
2003年、戴峰氏は当時、アジア香港、中国に広がった人类に脅えた世界的“SARS”（Severe Acute Respiratory Syndrome）の流行を背景に独自における伝染流行調査と研究を行った。同年5月4日、当時の「WHO」 World Health Organization国連世界保健機関や世界の伝染病権威の基本認識と全く正反対の 「澳門地方だけは（SARS）の伝染流行はあり得ないか、」と医学界に驚かせる氏の研究発表が行った［マカオ医師会主催の講演大会(2003.5.5「澳門市民日報」、「澳門日報」MACAU.TV News等が報道掲載)］。その後、発表が八年過ぎましたが、当時、医学界に驚かせた氏の「澳門地方（SARS）流行はあり得ないか」研究説を検証したら、結果は完全に氏の発表通りアジアのSARS流行中心地は澳門地方だけが感染者は一人も出なかったことが判明した。

## TV出演
- NHKくらし
- 福島FTV
- 宮城TVニュース
- テレビ朝日古舘伊知郎「地震特集」

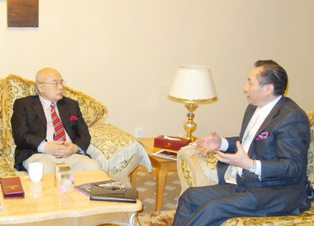
評論家の阮次山先生と現代医科学について対談している戴峰（2014年3月）

- 日本テレビ「200X・特命リサーチ大地震の予知」
- MACAU TV
- 澳亚卫视

## 人物評
「彼の地震研究書き物を時間かけて精読しさらに再読されるならば、現在においては、非常に難しいと思われている地震予知は不可能ではないことを確信することが出来ると思います。」研究作推薦の言葉より.鳥山英雄博士（物理学者、生物学者、東京女子大学名誉教授）